# 青葉台駅
青葉台駅（あおばだいえき）は、神奈川県横浜市青葉区青葉台一丁目にある、東急電鉄田園都市線の駅である。駅番号はDT20。全ての種別の列車が停車する。
駅に隣接して、青葉台東急スクエアがある。

## 歴史
- 1966年（昭和41年）4月1日：開設[1]。
- 1990年（平成2年） - 1992年（平成4年）：駅舎改築、駅ビル新築、バスターミナル改良工事を実施。
- 2000年（平成12年）
  - 9月5日：下り中央林間方面ホーム長津田寄りにスクエア口新設。これに伴い、従来の改札口は「中央口」、東急スクエア連絡改札口は「スクエア口」と言う名称が付与される。
  - 11月：駅ビル（青葉台リクレ）が青葉台アネックス・青葉台東急百貨店と合わせて「青葉台東急スクエア」として開業[注釈 1]。
- 2022年（令和4年） 8月15日：定期券売り場営業終了[2]。

### 駅名の由来
1960年に免許された際の仮称駅名は「成合駅（）」であった。これは当時の地名を取ったものである。
但し、実際の駅新設予定地の地名は恩田町であった。成合町は駅より北に離れた箇所にあったが、実は「成合」を名乗る地区は2ヶ所あり、駅設置予定地の北隣も恩田町字成合であった。特に駅設置予定地周辺を古来「恩田成合」と呼び、大山街道上には同名のバス停も設けられている。恩田町は2000年（平成12年）のこどもの国線通勤線化の際、恩田駅としてその名を冠した駅が実現している。
1965年（昭和40年）9月の常務会で「青葉台」に正式決定したが、これは「開発後も緑の豊富な街作りを」との想いから地名によらず命名されたものである。なお、地名も当駅開業翌年の1967年（昭和42年）に駅名を採って青葉台となっている。

## 駅構造
相対式ホーム2面2線を持つ地上駅。
傾斜地に建設されているため、東側は掘割式、西側は高架式になっている。東側は人工地盤で覆われており、上部は青葉台東急スクエアの駐車場及びフィットネス館（アトリオドゥーエ青葉台）となっている。
改札口は、ホーム下1Fにある「中央口」と、下りホームに直結する「スクエア口(10:00 - 22:00）」の2か所である。
トイレは改札内コンコースに1ヶ所あり、多機能トイレも併設されている。
当駅はあざみ野管内（あざみ野駅 - 当駅間）にあり、急行停車駅でありながら駅長が配置されていない駅である。以前は、青葉台管区が存在していたため駅長が配置されていた。

### のりば
| 番線 | 路線       | 方向 | 行先                                     |
| ---- | ---------- | ---- | ---------------------------------------- |
| 1    | 田園都市線 | 下り | 長津田・中央林間方面                     |
| 2    | 田園都市線 | 上り | 渋谷・押上〈スカイツリー前〉・春日部方面 |

### 設備
階段・エスカレーター・エレベーター
バリアフリー対応
- ワイド改札口（各改札口に1か所ずつ）
- スロープ（改札外）
- タクシー乗り場：神奈川都市交通管轄である。
- 一部停車区域（一般車）: タクシー乗り場の横にあり、送迎に利用可能。

その他
- 電話ボックス
- テコプラザ
- 自動体外式除細動器 (AED)
- 横浜市立図書館返却ポスト（改札外）
- しぶそば（改札内）：かつて、喫茶店アートコーヒーがあった場所に開店した。
- コンコースには、茂木弘行の彫刻作品「ゆめ」が設置されている[5]。

## 利用状況
2024年度（令和6年度）の1日平均乗降人員は98,123人である。
田園都市線の駅では長津田駅に次いで第6位。他路線と接続しない東急電鉄の単独駅では最も乗降人員が多く、同線駅長不在駅の中でも最多である。
近年の1日平均乗降・乗車人員の推移は以下の通り。
| 年度               | 1日平均 乗降人員 | 1日平均 乗車人員 | 出典                |
| ------------------ | ---------------- | ---------------- | ------------------- |
| 1980年（昭和55年） |                  | 20,726           |                     |
| 1981年（昭和56年） |                  | 22,468           |                     |
| 1982年（昭和57年） |                  | 25,337           |                     |
| 1983年（昭和58年） |                  | 30,050           |                     |
| 1984年（昭和59年） |                  | 33,419           |                     |
| 1985年（昭和60年） |                  | 35,981           |                     |
| 1986年（昭和61年） |                  | 38,973           |                     |
| 1987年（昭和62年） |                  | 40,423           |                     |
| 1988年（昭和63年） |                  | 42,600           |                     |
| 1989年（平成元年） |                  | 44,340           |                     |
| 1990年（平成02年） |                  | 45,841           |                     |
| 1991年（平成03年） |                  | 48,085           |                     |
| 1992年（平成04年） |                  | 49,884           |                     |
| 1993年（平成05年） |                  | 51,385           |                     |
| 1994年（平成06年） |                  | 51,137           |                     |
| 1995年（平成07年） |                  | 51,489           | [ 神奈川県統計 1 ]  |
| 1996年（平成08年） |                  | 51,498           |                     |
| 1997年（平成09年） |                  | 50,959           |                     |
| 1998年（平成10年） |                  | 50,652           | [ 神奈川県統計 2 ]  |
| 1999年（平成11年） |                  | 50,487           | [ 神奈川県統計 3 ]  |
| 2000年（平成12年） |                  | 50,721           | [ 神奈川県統計 3 ]  |
| 2001年（平成13年） |                  | 49,509           | [ 神奈川県統計 4 ]  |
| 2002年（平成14年） | 102,257          | 52,034           | [ 神奈川県統計 5 ]  |
| 2003年（平成15年） | 104,511          | 52,802           | [ 神奈川県統計 6 ]  |
| 2004年（平成16年） | 106,373          | 53,056           | [ 神奈川県統計 7 ]  |
| 2005年（平成17年） | 107,258          | 53,612           | [ 神奈川県統計 8 ]  |
| 2006年（平成18年） | 109,323          | 54,607           | [ 神奈川県統計 9 ]  |
| 2007年（平成19年） | 110,524          | 55,345           | [ 神奈川県統計 10 ] |
| 2008年（平成20年） | 110,410          | 55,663           | [ 神奈川県統計 11 ] |
| 2009年（平成21年） | 110,038          | 54,947           | [ 神奈川県統計 12 ] |
| 2010年（平成22年） | 109,499          | 54,620           | [ 神奈川県統計 13 ] |
| 2011年（平成23年） | 108,857          | 54,253           | [ 神奈川県統計 14 ] |
| 2012年（平成24年） | 110,439          | 55,046           | [ 神奈川県統計 15 ] |
| 2013年（平成25年） | 112,239          | 55,923           | [ 神奈川県統計 16 ] |
| 2014年（平成26年） | 110,427          | 55,002           | [ 神奈川県統計 17 ] |
| 2015年（平成27年） | 112,144          | 55,883           | [ 神奈川県統計 18 ] |
| 2016年（平成28年） | 112,606          | 56,092           | [ 神奈川県統計 19 ] |
| 2017年（平成29年） | 112,929          | 56,254           | [ 神奈川県統計 20 ] |
| 2018年（平成30年） | 113,103          | 56,375           | [ 神奈川県統計 21 ] |
| 2019年（令和元年） | 110,999          | 55,319           |                     |
| 2020年（令和02年） | 74,611           |                  |                     |
| 2021年（令和03年） | 84,111           |                  |                     |
| 2022年（令和04年） | 91,922           |                  |                     |
| 2023年（令和05年） | 96,457           |                  |                     |
| 2024年（令和06年） | 98,123           |                  |                     |

## 駅周辺
駅前には、青葉台東急スクエアや飲食店等の店舗が立ち並んでいる。青葉台東急スクエア内にフィリアホール（青葉区民文化センター）がある。駅前を環状4号線が通り、近くには国道246号線も走っている。

### 公共施設
- フィリアホール（青葉区民文化センター）[1]
- 青葉台公園：きのこ公園（愛称）
- 桜台公園：横浜市広域避難場所に指定されている。
- 横浜市立青葉台中学校
- 青葉台コミュニティハウス・本の家

### 商業施設
- 青葉台東急スクエア[1]；South-1本、別館・2・フィットネス館・North-1 - 4の8棟で構成される。
- 青葉台フォーラム - 東急コミュニティーが運営するホテル
- あすウェル青葉台
- ユーランド緑（駅前より送迎バスあり）
- チャンプカメラ青葉台店

- 郵便局、金融機関
- 青葉台郵便局
  - ゆうちょ銀行 青葉台店
- 青葉台駅前郵便局
- 横浜青葉台二郵便局
- みずほ銀行 青葉台支店
- 三菱UFJ銀行 青葉台支店・青葉台駅前支店
- 三井住友銀行 青葉台支店
- 横浜銀行 青葉台支店
- SMBC信託銀行青葉台出張所
- 三菱UFJ信託銀行
- 三井住友信託銀行
- 大和証券
- SMBC日興証券

## バス路線

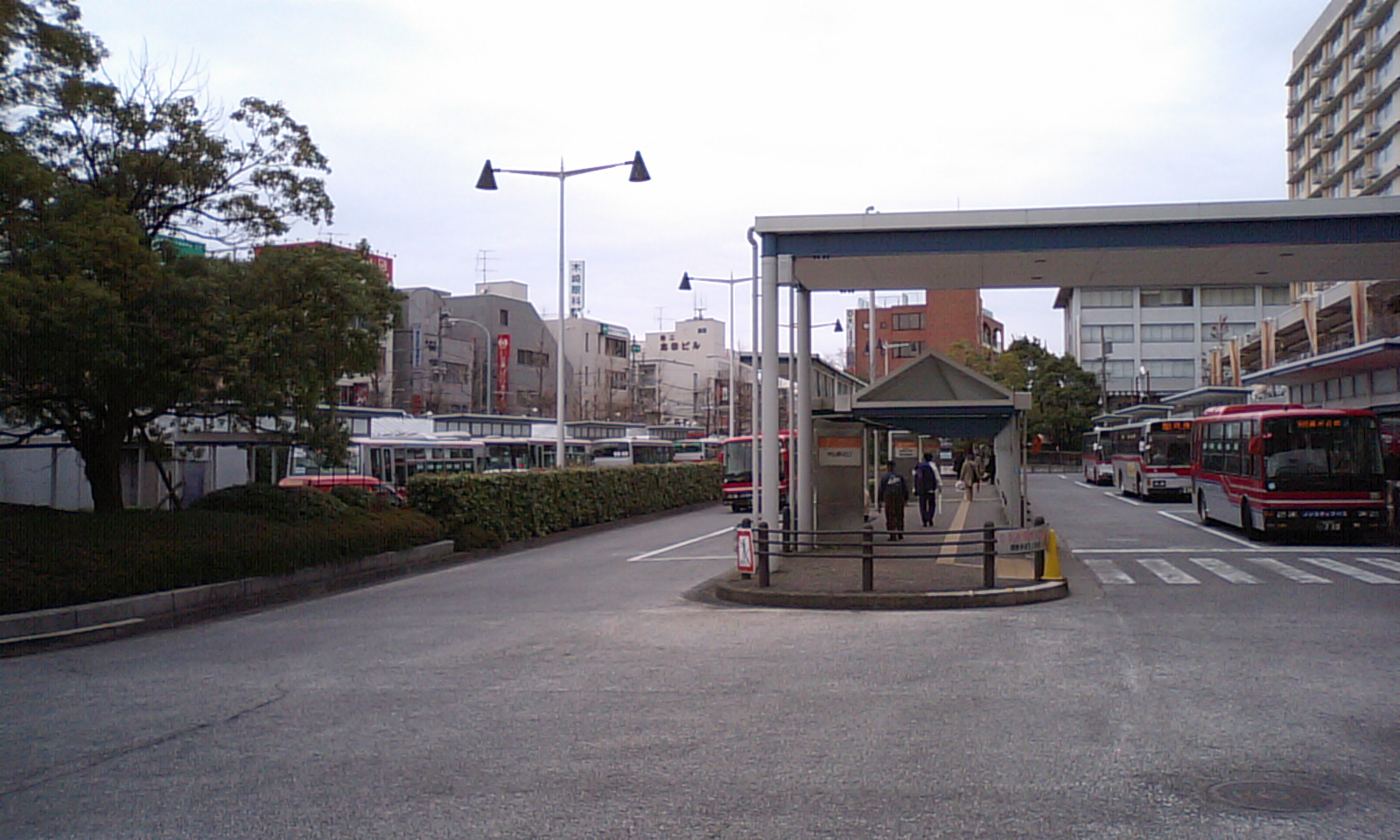
青葉台駅バスターミナル（2008年3月21日）

駅から北へ向かうバス路線は、日本体育大学横浜健志台キャンパス、横浜美術大学、田奈高校、寺家ふるさと村、こどもの国、奈良北団地や鴨志田団地方面があり、東急バスが運行している。駅から南へ向かう路線は横浜市営バスと東急バスが中心で、十日市場駅、東洋英和女学院大学、横浜創英大学、霧が丘高等学校、大規模団地の横浜若葉台団地や霧が丘団地方面へ運行されている。
中山駅北口方面へは、横浜市営、東急が共同運行を行い頻繁に運行されている。但し共通定期券は廃止された。
また、神奈川中央交通が長津田駅北口を運行している。
2016年（平成28年）3月以前は当駅を跨いで運行する路線（神奈中バス町71系統）が存在したが、当駅を境に町73（町田側）と90系統（中山側）に分割され廃止されたが、2025年3月28日には両系統とも神奈中による運行を終了した。なお、町71は田園都市線開通以前より運行され、開業後に当駅を経由しての乗入を実施していた。
2024年4月の青61（日体大）の連節バス導入に伴い、青56（緑山循環）は廃止された。その代替として日体大を起点とした緑山61・62が運行され、一部青61と接続されている。
| 乗り場 | 系統    | 主要経由地                    | 行先                                                         | 運行事業者  |
| ------ | ------- | ----------------------------- | ------------------------------------------------------------ | ----------- |
| 1      | 青81    | 坂上                          | 中山駅北口                                                   | ■東急       |
| 1      | 青82    | 坂上・北八朔住宅              | 【循環】みどり台（一部は、第一公園止まり、北八朔住宅止まり） | ■東急       |
| 1      | 青83    | 梅が丘                        | 藤が丘駅                                                     | ■東急       |
| 2      | 青30    | 鴨志田団地                    | 【循環】寺家町                                               | ■東急       |
| 2      | 青31    | 若草台・中谷都                | 鴨志田団地                                                   | ■東急       |
| 3      | 急行    |                               | 日体大                                                       | ■東急       |
| 3・4   | 青61    |                               | 日体大                                                       | ■東急       |
| 5      | 青01    | みたけ台・柿の木台            | 藤が丘駅                                                     | ■東急       |
| 6      | 青27    | 成合・桐蔭学園                | 市が尾駅                                                     | ■東急       |
| 6      | 青28    |                               | 桐蔭学園前                                                   | ■東急       |
| 7      | 青90 90 |                               | 中山駅北口                                                   | ■東急 ■市営 |
| 8      | 青23 23 |                               | 若葉台中央                                                   | ■東急 ■市営 |
| 8      | 出入庫  |                               | 青葉台営業所                                                 | ■東急       |
| 9      | 23      |                               | 三保中央                                                     | ■市営       |
| 9      | 55      | ヴィンテージ前                | 若葉台中央                                                   | ■市営       |
| 9      | 345     | 星槎高校前                    | ■【急行】若葉台中央                                          | ■市営       |
| 9      | 65      | 保育園前                      | 若葉台中央                                                   | ■市営       |
| 9      | 65      | 地区公園                      | 若葉台中央                                                   | ■市営       |
| 10     | 青11    |                               | 【循環】桜台上                                               | ■東急       |
| 10     | 青32    | 桜台団地前→雨堤（外回り循環） | 【循環】雨堤                                                 | ■東急       |
| 10     | 青33    | 雨堤→桜台団地前（内回り循環） | 【循環】雨堤                                                 | ■東急       |
| 11     | 青118   | 松風台・こどもの国            | 奈良北団地                                                   | ■東急       |
| 11     | 青55    | 松風台                        | 中恩田橋                                                     | ■東急       |
| 12     | 津03    |                               | 長津田駅北口                                                 | ■神奈中     |

## 隣の駅
東急電鉄
 田園都市線

■急行・■準急
あざみ野駅 (DT16) - 青葉台駅 (DT20) - 長津田駅 (DT22)
■各駅停車
藤が丘駅 (DT19) - 青葉台駅 (DT20) - 田奈駅 (DT21)